# Quality of Service
Quality of Service (QoS) oder Dienstgüte bezeichnet die Güte eines Kommunikationsdienstes aus der Sicht der Anwender. Das heißt, wie stark die Güte des Dienstes mit deren Anforderungen übereinstimmt. Formal ist QoS eine Menge von Qualitätsanforderungen an das gemeinsame Verhalten beziehungsweise Zusammenspiel von mehreren Objekten.

## Anforderungen
Standard IEEE 802.1p
- Ein Anwender möchte zuverlässig mit dem gewünschten Ziel verbunden werden und nach Ende der Kommunikation zuverlässig getrennt werden.
- Der Verbindungsaufbau soll rasch erfolgen.
- Probleme beim Verbindungsaufbau (zum Beispiel Ziel-Teilnehmer nicht erreichbar) sollen dem Anwender schnellstmöglich mitgeteilt werden.
- Eine Kommunikationsverbindung soll stabil bestehen bleiben.
- Die Kommunikationsteilnehmer wollen sich verstehen können.
- Die Informationen sollen vollständig und ohne Fehler übertragen werden.
- Es sollen keine Informationen anderer Kommunikationsteilnehmer und keine Störungen übertragen werden.
- Die Kommunikation soll möglichst originalgetreu vor sich gehen.
- Es sollen keine langen Wartezeiten während der Kommunikation bestehen.
- Die Abrechnung der Kommunikation soll dem korrekten Zeit- und Datenumfang entsprechen.

Um solche allgemeinen Anwender-Anforderungen messen zu können, werden Qualitätsparameter definiert, die diese Anforderungen beschreiben sollen.
- Qualität des Verbindungsaufbaus: Prozentsatz der nicht zustande gekommenen Verbindungen, Prozentsatz der Falschverbindungen, Prozentsatz der Doppelverbindungen, Prozentsatz von langsamen Verbindungsaufbauten.

- Qualität einer bestehenden Verbindung: Prozentsatz vorzeitiger Verbindungsabbrüche, Prozentsatz nicht übertragener Informationen, Prozentsatz fehlerhaft übertragener Informationen, Verzögerungen der Informationsübertragung, Effektive Bandbreite der übertragenen Informationen, Schwankungen der Signalverzögerung, Anteil von Störungen an den übertragenen Signalen, Echoanteile.

Durch Messung dieser netznahen Parameter und deren Zuordnung zu Anwender-Anforderungen versucht man die Qualität des Services zahlenmäßig zu erfassen.
Da die Bereitstellung eines Dienstes bei hohen Qualitätsanforderungen entsprechend aufwendig ist, gehen Netzbetreiber dazu über, hohe Qualitätsstandards mit höheren Preisen zu belegen. Hier wird für einen bestimmten Qualitätsstandard die Einhaltung bestimmter Qualitätsparameter zugesagt. Der Kunde kann eine bestimmte Quality of Service anfordern (vgl. Service-Level-Agreement).
Die Einhaltung hoher Qualitätsstandards setzt das ordnungsgemäße Funktionieren aller zusammenwirkenden Komponenten eines Telekommunikationsnetzes voraus. Der Betrieb der Technik muss dazu laufend überwacht werden, Fehlerparameter müssen erfasst und aufgezeichnet werden und so die Basis für eventuell nötige Wartungsmaßnahmen bilden.

## QoS in Telekommunikationsnetzen
Wesentliche Kategorien der QoS in Nachrichtennetzen sind die Verkehrsgüte, die sich mit der Vermittlungstechnik befasst, und die Übertragungsgüte, die sich mit der Übertragungstechnik befasst.
Im UMTS-Mobilfunk sind beispielsweise vier QoS-Klassen definiert worden:
background
für Datentransfer mit möglichst geringer Fehlerrate aber unkritischen Anforderungen an Bandbreite, Delay und Jitter.
conversational
für direkte Kommunikation (Telefonie, Videotelefonie). Ähnliche Anforderungen wie Streaming, aber deutlich weniger Jitter und Delay sind zulässig.
interactive
für die Nutzung interaktiver Dienste. Ähnliche Anforderungen wie bei Background jedoch höhere Anforderungen an das Delay, um Wartezeiten bei der Nutzung der Dienste zu vermeiden.
streaming
für Verteildienste. Eine Mindestbandbreite ist erforderlich; Jitter ist in gewissem Rahmen erlaubt, da empfängerseitig Jitterbuffer verwendet werden. Bitfehler sind eher unkritisch.

### QoS in der Vermittlungstechnik
Mit Verkehrsgüte (englisch: grade of service) bezeichnet man den von der jeweiligen Bemessung der Betriebsmittel abhängigen und quantifizierbaren Teil der QoS. Die Verkehrsgüte eines Nachrichtennetzes hängt ab von der Bemessung der Anzahl von Leitungen und Steuereinrichtungen. Im Telefonnetz sind die Vermittlungsstellen die Steuereinrichtungen, im Internet sind es die Router. Quantitative Beschreibungen der Verkehrsgüte benutzen Parameter der Verkehrstheorie wie Wartewahrscheinlichkeit, mittlere Wartedauer oder Verlustwahrscheinlichkeit. In der Vermittlungstechnik gehen zum Beispiel unter anderem folgende Einflussgrößen in die QoS ein:
- Doppelverbindung: eine Verbindung, bei der dem gewünschten Anschluss einer oder mehrere weitere Anschlüsse zugeschaltet sind
- Falschverbindung: eine Verbindung, bei der trotz richtig eingegebener Rufnummer ein anderer als der gewünschte Teilnehmer erreicht wird
- keine Auslösung: Andauern einer Verbindung, obwohl die „Auslösung“ verlangt wurde
- vorzeitige Trennung: Trennen einer Verbindung, ohne dass sie vom rufenden oder gerufenen Anschluss aus eingeleitet wurde
- Zählstörung: falsche Erfassung der gebührenrelevanten Parameter einer Verbindung

In diesem Beispiel bilden dann die gemessenen und gewichteten Zählungen solcher Ereignisse einen Bestandteil der Verkehrsgüte einer bestimmten Vermittlungsstelle.
Weitere Einflussgrößen der Verkehrsgüte sind:
- Blockierung: der Zustand eines Netzes, in dem ein Verbindungsaufbau nicht zu Ende geführt werden kann, weil erforderliche technische Einrichtungen oder Ressourcen nicht verfügbar sind.
- Sendungsverzug: Zeitspanne, die zwischen dem Beginn der Eingabe am Ursprung und dem Beginn der Ausgabe am Ziel vergeht
- Verzug von Signalen der Verbindungssteuerung: Beispiel: Zeitspanne zwischen den Signalen „abgehender Ruf“ (Telefonhörer ausgehängt) und „Wahlaufforderung“ (Wählton) ist zu hoch.

## QoS in IP-Netzen
Die Dienstgüte von Diensten, die über IP-Netze – Netze, die das Internet Protocol benutzen – übertragen werden, wird durch zusätzliche IP-spezifische Parameter beeinflusst. Wird IP in einem Telekommunikationsnetz als Übertragungsprotokoll benutzt, so bildet es nach dem OSI-Modell eine höhere Schicht in diesem Netz. Daher sind in diesem Fall für die Beurteilung der gesamten Dienstgüte eines auf IP-Technologie basierenden Dienstes sowohl die Übertragungsgüte der unteren Schichten, als auch die übertragungstechnischen Parameter der IP-Ebene relevant. Die vom Nutzer wahrgenommene Dienstgüte resultiert aus dem Zusammenspiel aller Qualitätsbeeinträchtigungen. Handelt es sich beispielsweise um einen Internetzugang, der über ein öffentliches Telekommunikationsnetz über eine Einwahl erfolgt, so bildet sich die gesamte Dienstgüte aus Übertragungs-, Verkehrs- und Vermittlungsgüte des Übertragungskanals über das öffentliche Telekommunikationsnetzes und der Qualität der höheren IP-Schichten.

Wird IP nicht über ein öffentliches Telekommunikationsnetzwerk übertragen, sondern beispielsweise in einem LAN basierend auf Ethernet, so sind nur die Qualitätsbeeinträchtigungen dieses LANs und die der IP-Übertragung zu berücksichtigen.

Ein besonderer Faktor bei der Dienstgüte von Diensten, die mit Hilfe des Internet Protocols realisiert werden, besteht darin, dass sie im Gegensatz zu Diensten in traditionellen Telekommunikationsnetzen vom Endgerät maßgeblich beeinflusst wird. In herkömmlichen (leitungsvermittelnden) Telekommunikationsnetzen wurde die Übertragungs-, Vermittlungs- und Verkehrsgüte dagegen meist auf die Qualität des Netzes bezogen; die Einflüsse der Endgeräte konnten vernachlässigt werden.
In IP-Netzen wird der Einfluss auf die QoS üblicherweise mit Hilfe der folgenden Parameter erfasst:
- Latenzzeit: die Verzögerung der Ende-zu-Ende-Übertragung
- Jitter: die Abweichung der Latenzzeit von ihrem Mittelwert
- Paketverlustrate: die Wahrscheinlichkeit, dass einzelne IP-Pakete bei der Übertragung verloren gehen (oder – bei Echtzeitdiensten – ihr Ziel zu spät erreichen)
- Durchsatz: die pro Zeitspanne im Mittel übertragene Datenmenge

Unterschiedliche Dienste haben unterschiedliche Anforderungen an diese Parameter.
Die Latenzzeit macht sich vor allem bei Anwendungen, die kurze Reaktionszeiten erfordern (beispielsweise Telnet), bemerkbar. Zum Beispiel erscheint bei großer Latenz eine Eingabe erst mit einer gewissen Zeitverzögerung auf dem Bildschirm. Für reine Dateitransfers ist üblicherweise der Gesamtdurchsatz der entscheidende Parameter, die individuelle Latenz und Verlustrate hingegen sind hier weniger von Bedeutung. Für Echtzeitkommunikation wie zum Beispiel IP-Telefonie hingegen spielen die Latenz, der Jitter und die Verlustrate eine weitaus größere Rolle, weil sie maßgeblich die Sprachverständlichkeit beeinflussen. IPTV hat als Echtzeitanwendung sogar ganz erhebliche Anforderungen an die gesamte Dienstgüte, da bereits kleine Qualitätsmängel in der Übertragung sich sichtbar in der Bilddarstellung am Fernseher auswirken. Der Durchsatz ist wichtig, da Videos oft eine hohe Datenrate erfordern und bei Nichterbringung dieser Rate das Video einfach gestoppt wird.
Innerhalb eines Übertragungskanals kann es so erforderlich sein, die QoS für bestimmte Datenströme zu Lasten anderer Datenströme zu erhöhen. Dies kann beispielsweise durch die Priorisierung von IP-Datenpaketen anhand bestimmter Merkmale und Eigenschaften geschehen. Mit diesen Mechanismen ist es möglich, bestimmte Dienste wie IP-Telefonie, welches einen verzögerungskonstanten und kontinuierlichen Datenstrom benötigt, stärker zu bevorzugen als das Herunterladen von einem Dateiserver (FTP) oder den Aufruf von Webseiten.
Man stellt durch bestimmte Reservierungsprotokolle im Netz sicher, dass für die gesamte Dauer einer Datenkommunikation die Isochronität von Datenströmen gewährleistet werden kann.
IPv4- und IPv6-Pakete haben standardmäßig ein Flag (DSCP Differentiated Service CodePoint (RFC 2474); früher Precedence (RFC 791)) im IP-Header, das kennzeichnet, welcher Art die Daten in diesem Paket sind (Traffic Class). Anhand dieses Flags werden die Datenpakete priorisiert (d. h. bevorzugt) behandelt. Die aktuellen Überlegungen dazu beschreibt (RFC 3260). Es gibt eine Reihe weiterer Verfahren zum Management von Dienstgüte.

### Realisierung in IP-Netzen

QoS auf Layer 3

Auf der theoretischen Ebene kann QoS durch Priorisierung oder Parametrisierung des
Datenverkehrs, Datenratenreservierung, Datenratenlimitierung und Paketoptimierung
realisiert werden. Technisch gesehen existieren dafür zwei Mechanismen:
- Entweder man meldet anstehende Datenflüsse bei allen aktiven Netzwerkkomponenten (Router etc.) an und reserviert die benötigte Datenrate (IntServ, Integrated Services),
- oder man markiert alle Datenpakete und die aktiven Netzwerkkomponenten behandeln/bevorzugen die Pakete entsprechend ihrer Markierungen (DiffServ, Differentiated Services).

Da IntServ, in der Praxis meist mittels Resource Reservation Protocol (RSVP), einen hohen Verwaltungsoverhead zur Folge hat und schon ein Gerät, das IntServ nicht unterstützt den ganzen Mechanismus scheitern lässt, hat sich die Alternative DiffServ mittlerweile durchgesetzt. DiffServ ist zudem besser skalierbar. Oft ist auch der Begriff Type of Service (ToS) anzutreffen. Für ToS wurde 1 Byte im IP-Header reserviert, wovon nur 6 Bit von ToS genutzt wurden. Es konnte jedoch kein verbindlicher Standard etabliert werden, den alle Hersteller von Netzequipment einhalten. Inzwischen wurden die sechs most significant Bits des früheren ToS-Feldes im IPv4-Header sowie auch des 'Type of Service' Oktetts im IPv6 Header von der Internet Engineering Task Force (IETF) neu definiert. Sie heißen jetzt einheitlich Differentiated Services Field und können zu einem Zahlenwert Differentiated Services Code Point (DSCP) ausgewertet werden.
Da sich die praktische Umsetzung umfangreicher QoS-Maßnahmen im Internet dennoch seit Jahren kaum weiterentwickelt, gibt es kritische Stimmen, ob QoS-Mechanismen im Internet überhaupt nötig oder tauglich sind.
Ein Grund für die Stagnation ist die Tatsache, dass sich bei DiffServ bisher weder explizite Zahlenwerte für QoS Parameter wie Jitter und Paketverlustrate noch überhaupt eine einheitliche Verwendung der Codepoints und eine einheitliche Festlegung für die per-hop-behaviour durchsetzen konnte. Das EU-Projekt MUSE des 6. Rahmenprogrammes der EU hat diesen Missstand behoben durch Definition von vier QoS-Klassen, denen diese Werte fest vorgegeben sind. In einem weiteren europäischen Forschungsprojekt PLANETS wurde daraus ein praktischer Implementierungsvorschlag abgeleitet, in dem sogar die Längen der Warteschlangen vorgegeben sind.

## QoS in ATM-Netzen
Bei einem Verbindungsaufbau in ATM-Netzen handelt das Endsystem mit dem Dienstanbieter eine seinen Anforderungen genügende Dienstklasse/QoS-Klasse aus, die dann für die Verbindung garantiert ist:
- Constant Bit Rate (CBR): Übermittlung mit konstanter Datenübertragungsrate.
- Variable Bit Rate (VBR): Die Datenübertragungsgeschwindigkeit kann sich während der Übermittlung ändern. Man unterscheidet bei VBR zusätzlich in:
  - VBR-rt: Die Übermittlung hat Echtzeitanforderungen (rt = real time).
  - VBR-nrt: Die Übermittlung hat keine Echtzeitanforderungen (nrt = non real time).
- Available Bit Rate (ABR): Die Übermittlung soll immer mit der gerade verfügbaren Datenübertragungsgeschwindigkeit erfolgen.
- Unspecified Bit Rate (UBR): Wie ABR, jedoch werden bei UBR keine QoS-Parameter festgelegt.

QoS-Parameter:
- Zellfehlerrate (Cell Error Rate – CER): Verhältnis zwischen fehlerhaft empfangenen ATM-Zellen und Gesamtanzahl der empfangenen ATM-Zellen.
- Verzögerung (Cell Transfer Delay – CTD): Zeit, die eine Zelle vom Sender bis zum Empfänger benötigt.
- Jitter (Cell Delay Variation – CDV): Schwankungen der Laufzeit von ATM-Zellen einer Verbindung durch das ATM-Netz.
- Bitfehlerhäufigkeit (Bit Error Rate – BER) Verhältnis zwischen fehlerhaften Bits und Gesamtanzahl der empfangenen Bits.
- Zellverlustrate (Cell Loss Ratio – CLR): Verhältnis zwischen verlorenen ATM-Zellen und Gesamtanzahl der empfangenen ATM-Zellen, siehe Paketverlustrate.
- Cell Misinsertion Rate – CMR: Verhältnis zwischen fehlgeleitet empfangenen ATM-Zellen und Gesamtanzahl der empfangenen ATM-Zellen.
- Severely Errored Cell Block Ratio – SECBR: Verhältnis zwischen fehlerhaft empfangenen ATM-Zellen und Gesamtanzahl eines ATM-Zellblocks.

Die bekanntesten Queuing-Mechanismen sind:
- FIFO (First In – First Out) – Die Datenpakete, die als erstes ankommen, werden auch als erstes weitergeleitet
- LIFO (Last In – First Out) – Die Datenpakete, die als letztes ankommen, werden zuerst weitergeleitet
- LLC (Low Latency Custom-Queuing) – Es wird eine geringe Laufzeit von vorher definierten Paketen garantiert
- Prioritäten-Queuing – Das Datenpaket mit der höchsten Priorität wird vor den niedriger priorisierten Paketen weitergeleitet.

Zu Details über einzelne Queueing-Algorithmen siehe Network congestion avoidance.